# Делириант
Делириантите (антихолинергици) са психоактивни вещества. Те действат като антагонист на рецепторите на ацетилхолина в кората на главния мозък, блокирайки го и нарушавайки възприемането на зрителните и звуковите сигнали, предизвикват чувство на откъсване (дисоциация) от реалността и личността. По този начин се образуват характерните им ефекти:
делириум-подобни състояния, объркване, дезориентация, конфабулации, комуникация с въображаеми събеседници – много често познати на лицето, моменти загуби на паметта и събуждане в непознати ситуации, наново преживяване на отдавна отминали събития с активно участие в тях, неразпознаване на собствената си външност (напр. в отражението на огледало) и др. Заради техните ефекти са наричани понякога „истински халюциногени“.
Физиологическите промени, които настъпват вследствие приемането на делирианти са: пресъхване на устата, затруднено преглъщане, зачервяване на лицето, разширяване на зениците, зачестено дишане, повишаване на пулса и кръвното налягане, тахикардия. При приемане на големи дози е възможна временна слепота, продължаваща до няколко дни .

## История на употребата
Делирианти от растителен произход се употребяват от хилядолетия като средство за предизвикване на изменени състояния на съзнанието и халюцинации, но само от опитни шамани и хора запознати с билките и приложението им . Растенията, съдържащи такива вещества са от семейство Картофови (Solanaceae). Най-известни с ритуалната си употреба в древността са Беладона, Блян, Татул. Има хипотези, че са използвани в мистериални култове и гадателски практики в античността в източното Средиземноморие. Употребата им в съвременността с развлекателна цел не е масова, тъй като отрицателните им ефекти са много силни и са непредсказуеми.
Употребата на делирианти е извънредно опасна, тъй, като повечето от тях са силно отровни и точната дозировка е много относителна. Свръхдозирането често е фатално, много от случаите завършват с тежки психически разстройства, слепота, кома и смърт.